# Macrocorystis byrsostola
Macrocorystis byrsostola är en fjärilsart som beskrevs av Edward Meyrick 1931. Macrocorystis byrsostola ingår i släktet Macrocorystis och familjen säckmalar. Inga underarter finns listade i Catalogue of Life.